# Gbégourou
Gbégourou è un arrondissement del Benin situato nella città di N'Dali (dipartimento di Borgou) con 6.852 abitanti (dato 2006).